# ヒッパルコス (僭主)

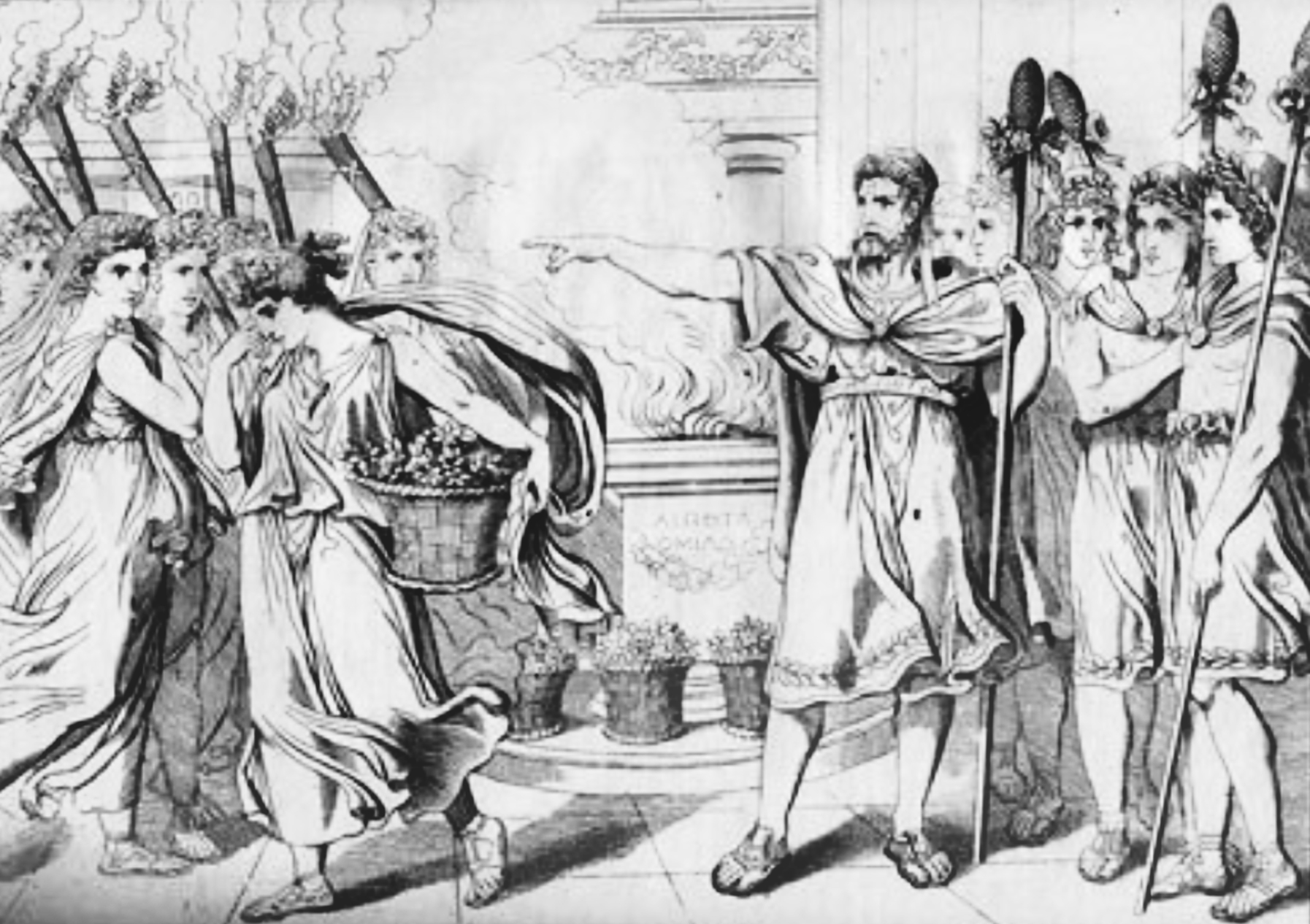
ハルモディオスの妹を公に侮辱するヒッパルコス

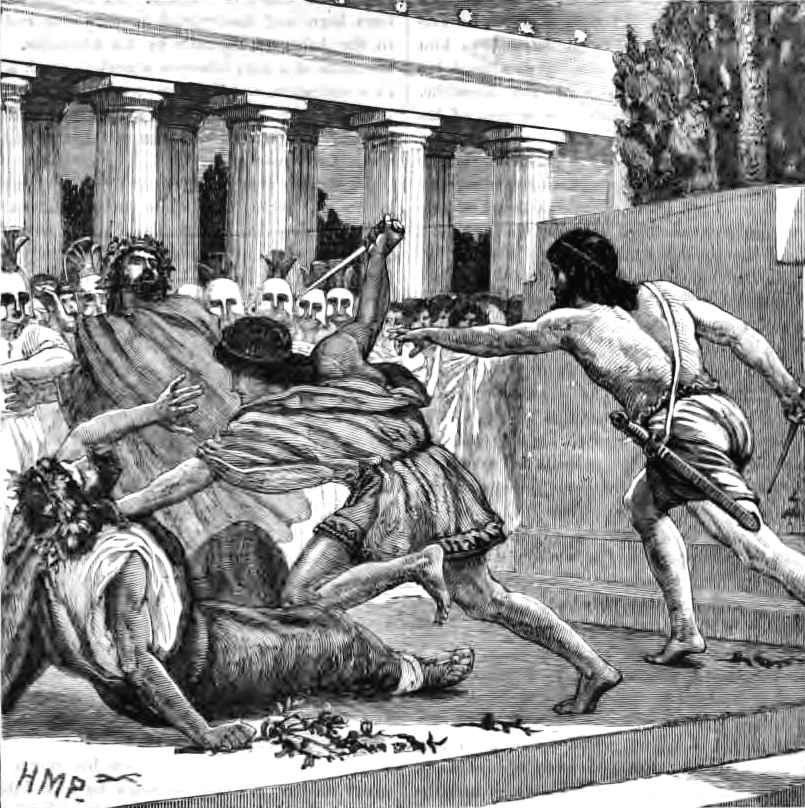
ヒッパルコス暗殺

ヒッパルコス（古代ギリシャ語: Ἵππαρχος, ラテン文字転写: Hípparkhos; 紀元前514年没）はアテナイの支配階級であり、ペイシストラトスの息子の一人。前528/527年から前514年にハルモディオスとアリストゲイトンによる放伐までアテナイの僭主として統治した。

## 生涯
何人かのギリシア人によれば、ヒッパルコスは前528/527年頃の父ペイシストラトス没後、兄ヒッピアスと共にアテナイの僭主となったと言う。「僭主」（tyrant）は「力づくで権力を獲得した者」を意味し、君主の後を継いだり他の方法で選ばれた支配者とは区別される。アルカイック期や古典期ギリシアでは侮蔑的な意味合いはなかった。しかしながらトゥキュディデスはヒッピアスのみを真の「僭主」としている。ヒッパルコスと父ペイシストラトスはどちらも大衆から支持されていた。ヒッパルコスは芸術の庇護者であり、シモーニデースをアテナイに招聘している。
前514年、ヒッパルコスはハルモディオスとアリストゲイトンに暗殺された。ヘロドトスやトゥキュディデスによれば、これは個人的な理由からだったという。ヒッパルコスはアリストゲイトンの恋人ハルモディオスに惚れた。ハルモディオスはヒッパルコスを振り、そのことをアリストゲイトンに告げてヒッパルコスを侮辱した。ヒッパルコスはその後、処女でないという理由で失格にするためだけにハルモディオスの妹をカネフォロスとしてパナテナイア祭に招いた。ハルモディオスとアリストゲイトンはパナテナイア祭中に謀反を企てたが、パニックになり先走った。ヒッパルコスの暗殺には成功したものの、ハルモディオスは護衛兵に殺され、逮捕されたアリストゲイトンは拷問された後に殺された。
弟の暗殺後、ヒッピアスはより冷酷な僭主になったと言われており、結局は前510年にスパルタ国王クレオメネス1世によって打倒されている。現代の学者間では、ヒッパルコス自身が残酷な暴君であったという伝承を僭主制打倒後のハルモディウスとアリストギトン崇拝に帰結させるのが一般的である。しかし、暗殺者崇拝は、政変へのスパルタの関与から目を逸らさせるための初期民主政府のプロパガンダ・クーデターであったという説を唱える者もいる。